# Semih Ergül
Semih Ergül (* 6. Juni 1995 in Osmangazi) ist ein türkischer Fußballspieler.

## Karriere

### Verein
Ergül begann seine Vereinsfußballkarriere 2006 in der Nachwuchsabteilung von Bursa Bosch SK, des Sportvereins der örtlichen Robert-Bosch-GmbH-Werke und wechselte im Frühjahr 2014 mit einem Profivertrag ausgestattet zu Fenerbahçe Istanbul. Drei Monate nach seinem Wechsel zu den Blau-Gelben wurde er an den Zweitligisten Albimo Alanyaspor ausgeliehen. Sein Profidebüt gab er in der Zweitligabegegnung vom 19. Oktober 2014 gegen Denizlispor. In der Winterpause der Saison 2014/15 kehrte er frühzeitig zu Fenerbahçe zurück und wurde für die Rückrunde an den Drittligisten Kartalspor ausgeliehen.

### Nationalmannschaft
Ergül begann 2011 mit einem Einsatz für die türkische U-17-Nationalmannschaft seine Nationalmannschaftskarriere. Anschließend spielte er noch für die  türkische U-17-Nationalmannschaft.